# درست‌نویسي‌یِ خطِ فارسي
درست‌نویسي‌یِ خطِ فارسي یک کتاب از ایرج کابلی است که تاریخچهٔ مختصری از پیدایش خط و تحول خط در زبان فارسی و مباحث گوناگونی در زمینه شیوهٔ نگارش زبان فارسی و بحث در مورد «پیوسته‌نویسی»، «جدانویسی» و «بی‌فاصله‌نویسی» و بررسی پیرامونِ مصوبات شورای بازنگری در شیوه نگارش و خط فارسی مباحث آن را تشکیل می‌دهند.

## فصل‌های کتاب
- پیشینه
- پیْوسته‌نویسی یا جدانویسی یا بی‌فاصله‌نویسی؟
- واژه‌زایی و بی‌فاصله‌نویسی
- فراخوان به فارسی‌نویسان و پیش‌نهاد به تاجیکان
- احیایِ نشانه‌یِ اضافه
- صامتِ همزه
- اختیاراتِ شاعری و تلفظِ همزه
- صرفِ مصدرِ استن
- ضمیرهایِ ملکی (مضافُ‌الیهْ) و ضمیرهایِ مفعولی
- …ـه‌گی و …ـه‌گان
- بی‌حوصله‌گی یا بی‌حوصلگی
- عددهایِ وصفی
- همزه‌یِ بعد از «ب» و «ن» و «م» آغازین در فعل
- «ی» یِ وحدت پس از مصوت‌ها
- صامت‌هایِ «ه، و، ی»
- «ی» یِ وحدت و «ی» یِ مصدری
- شمِ زبانی و تحولِ واقعی
- اندیشمند یا اندیشه‌مند؟

## بخش‌هایی از کتاب
«زبان‌هایِ دیگرِ شرقی هم یا سامی اند یا هندواروپایی یا ترکی. زبان‌هایِ سامی مانندِ عربی و عبری، الف‌بایِ صامت‌نگارِ خود را بر پایه‌یِ مادرِ همه‌یِ خط‌ها، یعنی فینیقی‌یِ باستان، سامان داده‌اند و مشکلی ندارند، زیرا ساختارِ زبان‌شان به گونه‌ای است که نبودِ مصوت‌ها ایجادِ دُشواری و بدفهمی نمی‌کند…»
«ترکان هم پیش از پذیرفتنِ اسلام نیازِ گسترده‌ای به خط نداشتند؛ پس از آن هم مدتی خطِ عربی‌یِ ناهم‌خوان با زبان‌هاشان را تحمل کردند تا سرانجام با شکلِ تغییریافته‌یِ خط‌هایِ سیریلیک و لاتین مشکل‌شان حل شد.»
«زبان‌هایِ هندواروپایی‌یِ شرق هم یا مثلِ ارمنی الف‌بایِ ویژه‌یِ خود را ابداع کردند، یا مانندِ فارسی بیش از هزار سال است که با ناهم‌خوانی‌یِ زبان‌شان و الف‌بایِ صامت‌نگار و نیمه‌هجایی‌یِ عربی دست‌به‌گریبان اند.»
«بلاتکلیفی‌یِ من تا شروعِ کارِ مشترک با احمدِ شاملو ادامه داشت.»
«شمِ زبانی‌یِ شاعر علی‌رغمِ آشنایی با زبانِ فرانسه به برکتِ تماسِ پیْوسته و نزدیک با زبانِ گفت‌وگو دست‌کاری نشده‌است؛ از همین‌رو طبیعی می‌اندیشد و طبیعی می‌نویسد…»
«… می‌پرسیدم پس چرا خودش در برخی از جمله‌ها فعلِ مربوط به مسندالیهِ بی‌جان را به صیغه‌یِ جمع می‌آورد؟ و او پاسخ می‌داد که در این گونه موارد مسندالیه با عملِ شخصیت‌بخشی——یا به قولِ دکتر شفیعیِ کدکنی تشخیص——جان‌دار فرض شده‌است…»
«نمونه‌ای که من آن را مظهرِ دوگانه‌گی پنداشته‌بودم این بود:
کوچه‌ها باریک ان
دکونا بسته اس
خونه‌ها تاریک ان
تاقا شیکسته اس
بعدها که معنی‌یِ درستِ ‹زنده‌انگاری› را دریافتم، متوجه شدم که در این نمونه‌ها به‌درستی از این فن استفاده شده‌است.»